# Мартин, Эдгардо
Эдга́рдо Марти́н Канте́ро (исп. Edgardo Martín Cantero; 6 октября 1915, Сьенфуэгос, Куба — 17 мая 2004, Гавана, Куба) — кубинский композитор, пианист, музыкальный критик и педагог.

## Биография
Учился у Яши Фишермана и Сесара Переса Сентената (фортепиано), а так же у Хосе Ардеволя (композиция). Представитель национального направления в кубинской музыке. С 1945 года профессор Гаванской консерватории (исп. Conservatorio Municipal de La Habana; история музыки и эстетика). С 1960 года сотрудничал с «Boletín interamericano de música». В 1969—1973 годах преподавал в Национальной школе искусств (исп. Escuela Superior de Arte de Cubanacán) в Гаване. С 1977 года входил в Национальную комиссию музыки (исп. Comisión Nacional de Música) при Министерстве культуры Кубы.
В 1971 году написал книгу «Panorama Histórico de la Música en Cuba».

## Сочинения
- «Конга Хагуа» для двух фортепиано / La conga de Jagua
- кантата «Сентябрьская песнь» / El cante de septiembre (1975)
- кантата «Старики» («Гранма») / Los dos abuelos (1976, на стихи Николас Гильена)
- «Ода о Камиле» / Oda a Camilo
- концерт ветра
- концертная симфония для арфы и небольшого оркестра